# Megalithanlagen im Grevinge Skov
Die Megalithanlagen im Grevinge Skov liegen in der Ods Herred Kommune, im Holbæk Amt auf der dänischen Insel Seeland. Die Megalithanlagen der Trichterbecherkultur (TBK) entstanden zwischen 3500 und 2800 v. Chr.

## Der Dolmen
Der Runddysse Afd. 215 im Grevinge Skov liegt im Zentrum des Waldes am Bakkevej auf einem Erdhügel mit einer mächtigen Eiche daneben. Der Dolmen besteht aus fünf Tragsteinen (vier sind original, einer ist ergänzt worden) und einem stark fragmentierten Deckstein, an dem man noch die Sprenglöcher sehen kann.
Der etwa einen Meter hohe Hügel hat etwa 14 m Durchmesser. Auf der Südostseite lag der 0,6 m breite und 1,6 m lange Gang, von dem auf jeder Seite ein Tragstein erhalten ist. Die Kammer misst etwa 1,6 × 1,0 m und ist innen 1,4 m hoch.

## Das Ganggrab
Das Ganggrab ist eine Bauform jungsteinzeitlicher Megalithanlagen, die aus einer Kammer und einem baulich abgesetzten, lateralen Gang besteht. Diese Form ist primär in Dänemark, Deutschland und Skandinavien, sowie vereinzelt in Frankreich und den Niederlanden zu finden. Das Ganggrab Hulehøj oder Afd. 229 liegt in dem Teil des Waldes, der Holtemose Hegn heißt. Der Hulehøj ist noch nie untersucht worden. Archäologen haben das Steingrab auf 3500–2800 v. Chr. datiert. Es ist ein etwa 3,5 m hoher Erdhügel von etwa 27,0 m Durchmesser. Auf dem Hügel liegt ein Dutzend sehr großer Steine, von denen einige viele Tonnen wiegen. Darunter liegen noch mehr große Steine, die nahezu mit Erde bedeckt sind. Es wird angenommen, dass im Hügel ein oder zwei Ganggräber liegen können und die beiden oberen Steine die Kammer eines Ganggrabes bedecken. Ein Ganggrab kann mehrere integrierte Kammern besitzen. In einigen wurden Skelettteile von mehr als 100 Personen festgestellt.

## Polygonaldolmen Horsebjerg
Zwischen dem Dolmen und dem Ganggrab liegt, in dem Teil des Waldes, der auch Holtemose Hegn heißt, der Runddysse Horsebjerg (auch Bukkebjerg, oder Grevinge Skov Afd. 230 genannt). Die etwa 1,45 × 1,4 m messende, 0,8 m hohe polygonale Kammer liegt auf einem nahezu runden Erdhügel von etwa 10,0 m Durchmesser. Sie besteht aus fünf Tragsteinen und einem großen Deckstein. Im Deckstein ist eine fünfeckige Eintiefung von 25 mm Durchmesser und mehreren Zentimetern Tiefe. Darüber hinaus gehören drei große und ein kleiner Gangstein zu einem 0,7 m breiten und 1,4 m langen Gang.
Bei Grevinge liegt der Runddysse von Herrestrup mit einer sechseckigen Kammer; an der Gabelung Holtevej und Odstrupvej, Hamlets Grab (Seeland) oder „Grevinge Skov Afd. 224“, sowie südlich des Waldes der Langdysse von Plejerup.